# WE (Band)
WE ist eine norwegische Hard-Rock- beziehungsweise Stoner-Rock-Band, die 1993 gegründet wurde.

## Bandgeschichte

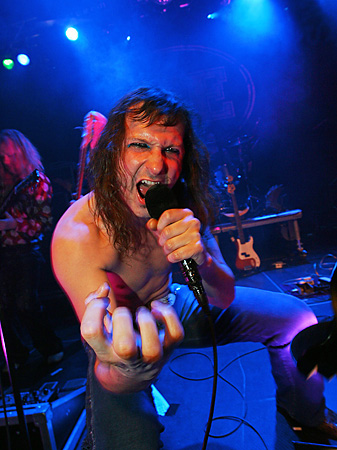
Thomas Felberg live mit WE

1993 gründeten Krisvaag, Don Dons, Goshie und Thomas Felberg die Band WE. Nach einer Eigenproduktion (In a Field of Moose), wurden sie vom norwegischen Label Voices of Wonder unter Vertrag genommen. Violently Coloured Sneakers, das erste Album für dieses Label, erschien 1996. Nach einer Europatour folgt das Album Wooferwheels (1997). Das Album Livin’ the Lore von 1999 wurde zu einem kleinen Independent-Erfolg. Anschließend wechselte die Gruppe zum Label Black Balloon Records.
Nach drei Singles erschien drei Jahre später Dinosauric Futurobic (2002). Als Vorgruppe von Queens of the Stone Age tourt die Band daraufhin und veröffentlicht ein Jahr später die EP Lightyears (2003). Im Dezember des gleichen Jahres kann die Gruppe Produzent Chris Goss (Kyuss, Queens of the Stone Age) gewinnen, den sie schon 1997 kennengelernt hatten und mit dem sie schon seit Jahren eine Kollaboration planten. Als Gastmusiker steuern befreundete Musiker von Turbonegro und Gluecifer ihren Teil zum Album Smugglers (2004) bei. Das Album erreicht Platz 1 in den norwegischen Charts. Die darauf folgende Tour fand im Vorprogramm von Motörhead zusammen mit Meldrum statt. 2008 wird ein Mitschnitt der Tour auf dem Album Tension & Releases als Bonus-DVD veröffentlicht. 2006 spielte die Gruppe auf dem Wacken Open Air.

## Musikstil
Nach eigenen Aussagen spielt WE einen musikalischen Mix aus Hard-Rock-Gruppen wie Black Sabbath, Led Zeppelin und Van Halen, Krautrock-Bands wie Can, Neu! und Amon Düül 2 und 1960er-Bands wie The Beatles und The Rolling Stones. Auf ihrer MySpace-Seite fassen sie ihren Stil dementsprechend auch als Cosmicbikerrock zusammen. Laut.de bezeichnet die Gruppe als Mischung aus 1980er-„Hardrock – samt abgeschmackten Backgroundgesang, metallischem Geschrubbe und poppigen Einsprengseln sowie einem Schuss Alternative“.

## Diskografie

### Alben
- In a Field of Moose (Nun Music, 1994)
- Violently Coloured Sneakers (Voices of Wonder, 1996)
- Wooferwheels (Voices of Wonder, 1997)
- Livin’ The Lore (Voices of Wonder, 1999)
- Dinosauric Futurobic (Black Balloon, 2002)
- Smugglers (Nun Music, 2004)
- Tension & Release (Nun Music, 2008)

### Weitere Veröffentlichungen
- From the Spaceways (10″, Drunken Maria Records, 1999)
- We Care for Dominance (Single, Feedback Underground, 2000)
- Lightyears Ahead (EP, Black Balloon, 2003)
- Sky Is the Limit (Split-EP mit Ralph Myerz & the Jack Herren Band, Nun Music, 2006)
- That’s Why (You’re So Fine) (Single, Big Dipper Records, 2007)